# Криголам (фільм)
Криголам — радянський фільм режисера Бориса Барнета за темою однойменного роману К. Горбунова, написаного в 1929 році (роман був високо оцінений М. Горьким). Жанр — пропагандистська драма.
Пропагується колективізація в селі і боротьба селянства з «кулаками».
В цьому фільмі Б. Барнет, як і в «Дім над Трубною», багато уваги приділяє показу побутових умов героїв.
Кінокомпанія: «Межрабпомфильм». Тривалість фільму: 65 хвилин.
- Автори сценарію: Сергій Євлахов, О. Мелеш.[2]
- Оператори: Михайло Кирилов, Мстислав Котельников.
- Художник-постановник: Валентина Хмельова.
- У головних ролях: В. Маринич, А. Мартинов, О. Жуков, С. Прянішніков.